# حنان الشيخ
حنان الشيخ (12 نوفمبر 1945 - ) روائية وكاتبة لبنانية.

## عن حياتها
- من بلدة أرنون في جبل عامل (جنوب لبنان)[4]
- ولدت في بلدة أرنون عام 1945 ميلادي
- انهت دراستها في القاهرة
- تنقلت وعاشت في بلدان كثيرة فمن بيروت إلى القاهرة فالسعودية وصولا إلى لندن
- كتبت أولى رواياتها في عمر التاسعة عشر.
- عملت في جريدة النهار اللبنانية ومجلة الحسناء اللبنانية لفترة من الوقت
- ترجمت رواياتها إلى إحدى وعشرين لغة

## بداياتها مع الكتابة
بدأت حنان الشيخ الكتابة عندما كانت بعمر الرابعة عشرة وذلك بعد تأثرها بشكلٍ مباشر بصديقتها الكاتبة الفلسطينية نهى سمارة في لبنان، إذ تقول الشيخ: "في سن الرابعة عشرة انتبهت إلى أن صديقتي في المدرسة نهى سمارة الكاتبة الفلسطينية لاحقًا، تكتب في صفحة الشباب في جريدة السياسة، فبدأت أكتب أنا أيضًا".

## مؤلفاتها
1. انتحار رجل ميت
2. حكاية زهرة
3. مسك الغزال (1989): ترجمتها إلى الإنجليزية كاثرين كوبهام تحت عنوان Women of Sand and Myrrh، وصدرت الترجمة سنة 1992.
4. فرس الشيطان
5. أكنس الشمس عن السطوح
6. امرأتان على شاطئ البحر
7. بريد بيروت
8. إنها لندن يا عزيزي
9. اوراق زوجية
10. حكايتي شرحٌ يطول
11. عذارى لندنستان